# Louis Somers
Pour les articles homonymes, voir Somers.
Louis Somers, né le 28 mai 1909 à Berchem (Anvers) en Belgique et mort le 7 février 1965 à Wilrijk (Anvers) en Belgique, est un footballeur international belge qui joue au poste de gardien de but.
Il est le gardien de but du Royal Antwerp FC à partir de 1927. Il joue 228 matches officiels en dix saisons chez le Great Old. Il remporte le Championnat de Belgique en 1929 et en 1931.
Il joue également quatre rencontres avec les  Diables Rouges entre 1928 et 1930.

## Palmarès
- International de 1928 à 1930 (4 sélections)
- Champion de Belgique en 1929 et 1931 avec le Royal Antwerp FC